# Ha-Šomer ha-ca'ir
Ha-Šomer ha-ca'ir (hebrejsky: השומר הצעיר, doslova „Mladý strážce“, do angličtiny přepisováno jako HaShomer HaTzair) je sionistická, levicově orientovaná mládežnická organizace.

## Dějiny

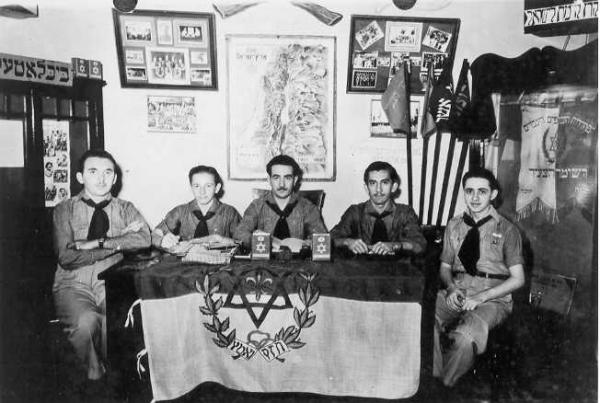
Skupina členů ha-Šomer ha-ca'ir v Havaně na Kubě, cca 30. – 40. léta 20. stol.

Organizace byla založena na území dnešního Polska v letech 1913–1914 jako spojení skautingu, sionismu a socialismu. V roce 1916 se zakladatelské skupiny sloučily do jednotné organizace. Hnutí podporovalo výuku zaměřenou na rozvoj individuality (zpočátku byl mezi jeho předáky velmi populární Nietzscheho spis Tak pravil Zarathustra). Hierachie byla inspirována vojenstvím. Základní jednotkou byla kvuca (skupina). Několik kvuc tvořilo pluga (četa) nebo gedud (prapor). Do hnutí se zapojovala mládež od věku 11 let. Ha-Šomer ha-ca'ir měl původně své sídlo ve Varšavě, kde vydával stejnojmenný časopis a také časopis ha-Micpe (Vyhlídka), oba v hebrejštině.

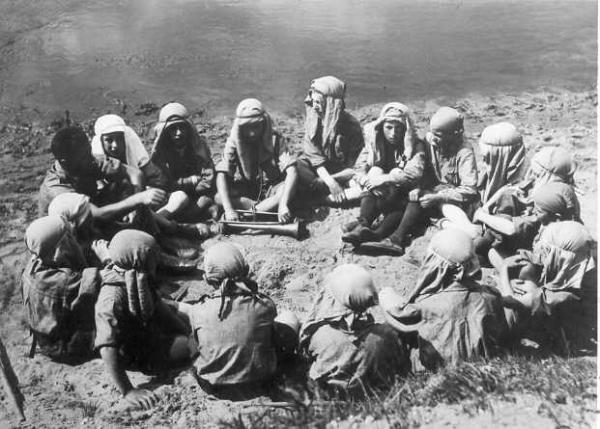
Aktivity ha-Šomer ha-ca'ir v diaspoře, cca 20. – 30. léta 20. stol.

Během třetí aliji počátkem 20. let 20. století se první členové ha-Šomer ha-ca'ir začali stěhovat do tehdejší britské Palestiny. Původně jen výchovné mládežnické hnutí tím získalo i praktický rozměr v podobě osidlovací politiky. První vesnicí založenou tímto hnutím byla Bejt Alfa roku 1922.

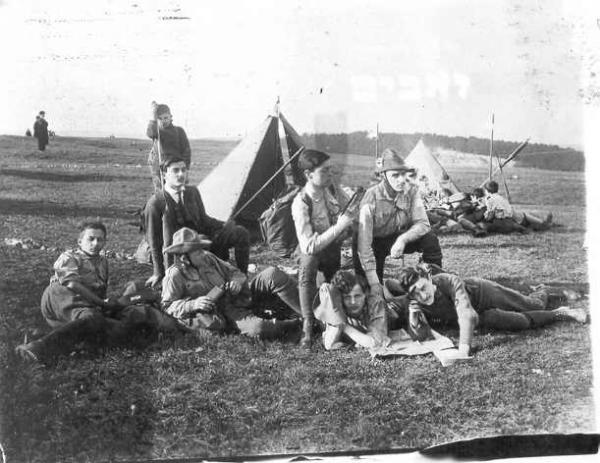
Tábor ha-Šomer ha-ca'ir v Evropě, cca 20. – 30. léta 20. stol.

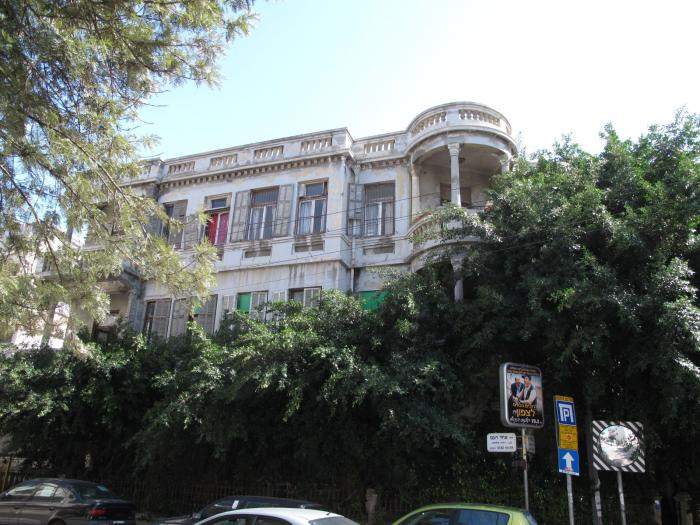
Budova sídla ha-Šomer ha-ca'ir v Tel Avivu

V dubnu 1927 se v Palestině pod patronací ha-Šomer ha-ca'ir utvořila satelitní organizace ha-Kibuc ha-arci (Národní kibuc), oficiálně ha-Kibuc ha-Arci ha-Šomer ha-ca'ir, jež zpočátku sdružovala čtyři kolektivní vesnice (kibucy) s 200 obyvateli. Roku 1971 pod ní patřilo už 76 kibuců s více než 30 000 obyvateli. Politicky byla tato organizace orientována výrazně levicově. Ve 30. letech 20. století právě z řad tohoto sdružení vzešly první osady typu Hradba a věž. První z nich byl Nir David založený roku 1936. V kibucech patřících pod ha-Kibuc ha-Arci se praktikovala hlubší forma kolektivismu, včetně kolektivní výchovy dětí.
Zakládání zemědělských osad v Palestině se stalo běžnou součástí aktivit ha-Šomer ha-ca'ir a to nejen mezi členy této organizace z Palestiny. V roce 1937 například vznikl poblíž Haify kibuc Ejn ha-Šofet, který založila skupina členů ha-Šomer ha-ca'ir z USA. Koncem 30. let 20. století tvořilo členskou základnu tohoto hnutí 70 000 Židů z celého světa. Roku 1943 začala organizace v Palestině vydávat nový deník Mišmar (později Al ha-Mišmar).
Během druhé světové války hnutí ha-Šomer ha-ca'ir nadále působilo i v Evropě. Jeho členové patřili mezi hlavní aktéry povstání ve varšavském ghettu (například Mordechaj Anielewicz). Zároveň se podíleli na organizování ilegální židovské imigrace do mandátní Palestiny (tzv. Bricha).
Souběžně s osidlovacími aktivitami rostl i politický vliv ha-Šomer ha-ca'ir. Když se roku 1931 konaly v Palestině volby do výborů zastupujících židovské zemědělské dělníky, získali kandidáti napojení na ha-Šomer ha-ca'ir 13 % hlasů (ale dominovala stále strana Mapaj se 79 %). Ve volbách do vedení odborové centrály Histadrut roku 1932 dosáhlo hnutí necelých 10 %. Ve volbách do vedení Histadrutu konaných roku 1941 se podíl odevzdaných hlasů zvýšil na 19 % a volby roku 1944 přinesly levici (Achdut ha-avoda a ha-Šomer ha-ca'ir) zisk 38 % hlasů. V roce 1946 pak ha-Šomer ha-ca'ir v Palestině utvořil další satelitní organizaci – politickou stranu Miflaga po'alim ha-Šomer ha-ca'ir, která se po sloučení s formací Achdut ha-Avoda v roce 1948 stala základem nové levicové strany Mapam.
Počátkem 60. let 20. století měl samotný ha-Šomer ha-ca'ir v Izraeli 15 000 členů.

## Ha-Šomer ha-ca'ir v Československu
V roce 1920 začaly první místní organizace ha-Šomer ha-ca'ir působit na Slovensku a Podkarpatské Rusi. Hnutí ale bylo v téže době postiženo rozkolem, který souvisel se vznikem Komunistické strany Československa a se spory mezi zastánci sionismu a komunistického internacionalismu. V následujících let se ha-Šomer ha-ca'ir zapojil do střechové organizace he-Chaluc, ve které kromě něj ještě působilo hnutí Tchelet Lavan. Řádově měl he-Chaluc v Československu stovky členů (roku 1933 700).
Výrazně se českoslovenští členové ha-Šomer ha-ca'ir angažovali po roce 1945 v organizování židovské emigrace do Palestiny, respektive do Izraele, v rámci operace Bricha. Během tří měsíců v roce 1949 díky svým kontaktům s úřady dokázali například zajistit přesun cca 20 000 maďarských Židů přes Československo do židovského státu. Tato migrace trvala až do roku 1950.
Kromě asistence při emigraci jiných Židů se zároveň členové této mládežnické organizace sami snažili dostat do židovského státu. V březnu 1946 odjela z Bratislavy první skupina 52 členů této organizace. Byli ale zadrženi Brity a internováni na Kypru. Další skupina odjela v červnu 1946 a v srpnu 1946 následovala třetí a největší skupina, čítající 120 osob. Ta odešla z Prahy ve Francii se nalodila směr Palestina, byla ovšem také internována na Kypru. Stejný osud potkal i čtvrtou skupinu, která odešla na jaře 1947 z Bratislavy přes Vídeň do Itálie. V únoru 1949 dorazilo do nově vyhlášeného státu Izrael dalších 110 členů ha-Šomer ha-ca'ir z Československa. Následovaly další menší skupiny, z nichž ta poslední opustila Československo 16. června 1949, čímž existence této organizace v ČSR skončila.

## Současnost
Organizace ha-Šomer ha-ca'ir v současnosti již působí výlučně jako mládežnické hnutí, bez přímých politických aktivit. V Izraeli měla počátkem 21. století 14 000 členů a dalších 15 000 v řadách židovské diaspory.
Hnutí si uchovává stále vliv na některé izraelské kolektivní vesnice typu kibuc. Organizace ha-Kibuc ha-Arci měla roku 1998 20 000 členů a včetně děti, rodinných příslušníků atd. žilo v osadách sdružených v ha-Kibuc ha-Arci cca 35 000 lidí. Roku 1998 se ale ha-Kibuc ha-Arci sloučil s další organizací sdružující kibucy ha-Tnu'a ha-kibucit ha-me'uchedet a vytvořil tak organizaci ha-Tnu'a ha-kibucit, ve které už se původní ideologické odstíny jednotlivých levicových sionistických proudů stírají.
Minulost hnutí připomíná a badatelsky zkoumá institut Jad Ja'ari.